# Тахити
Тахити је највеће острво у Француској Полинезији. Налази се у архипелагу Друштвених Острва у Јужном Пацифику. По попису из 2002, острво има 169.674 становника. Највећи град је Папете. Површина острва је 1.048 km². 
Острво се састоји из 2 кружна дела која су спојена превлаком. Оба дела су вулканског порекла, а зову се „Тахити нуи” (Велики Тахити) и „Тахити ити” (Мали Тахити). Већина становништва живи на Великом Тахитију. 
Вегетација на острву је густа тропска. Острво је погодно за пољопривреду, а околни океан је богат рибом. 

## Историја
Првобитно становништво острва су Полинежани. 
Најзначајнији европски истраживач који је писао о Тахитију био је Луј−Антоан де Бугенвил. Његови списи су у Европи створили слику о Тахитију као рајском острву на коме људи живе срећно и једноставно, неискварени цивилизацијом. Такве представе инспирисале су утопијски концепт о „племенитом дивљаку” у европској филозофији, рецимо у делима Жан-Жака Русоа. 
Острво је посетио и описао Џејмс Кук 1774. 
Тифус и велике богиње су крајем 18. века готово уништиле локалну популацију. 
Године 1880, Французи су преузели суверенитет над Тахитијем, који је до тада био под њиховим протекторатом (од 1840−их).

## Култура
На острву се користе тахићански и француски језик. 
Постоји Универзитет Француске Полинезије (Université de la Polynésie Française). 
Значајна је локална музика, уз коришћење оригиналних инструмената, и различите врсте плеса. 
На Тахитију је 1890−их живео и сликао Пол Гоген.